# Scaphinotus angusticollis
Scaphinotus angusticollis is een keversoort uit de familie loopkevers (Carabidae). De wetenschappelijke naam van de soort is voor het eerst geldig gepubliceerd in 1824 door Carl Gustaf Mannerheim in Fischer-Waldheim.